# ФК Шимизу с-пулс
Шимизу с-пулс (јап. 清水エスパルス) јапански је фудбалски клуб из Шизуоке.

## Име
- ФК Шимизу (јап. 清水FC, 1991—1992)
- ФК Шимизу с-пулс (јап. 清水エスパルス, 1993—)

## Успеси

### Национални
Првенство
- Џеј 2 лига: 2024.

Куп
- Куп Џеј лиге: 1996.
- Царев куп: 2001.
- Суперкуп Јапана: 2001, 2002.

### Континентални
- АФК Куп победника купова: 1999/00.